# Eye Q Records
Eye Q Records fue un sello discográfico creado en 1990 por Sven Väth, Matthias Hoffmann y Heinz Roth. Fue creado en la misma Alemania y se basaban en la música trance. Eye Q Records dejó sus actividades como sello discográfico en 1997 debido a problemas financieros que no pudieron ser solucionados.

## Artistas del sello
- B-Zet
- Cygnus X
- Earth Nation
- Energy 52
- Freddy Fresh
- Odysee of Noises
- Sonic Infusion
- Zyon
- Skylab